# Farina (Familie)
Die Familie Farina stammt ursprünglich aus Ancona in Mittelitalien und wird in zahlreichen Dokumenten von 1264 bis 1410 erwähnt.
Nach der Pestseuche im 15. Jahrhundert ließen sie sich in Craveggia in Oberitalien nieder, um dann den Ort Santa Maria Maggiore (Piemont) im Valle Vigezzo mit sechs anderen Familien zu gründen.
Der berühmteste Vertreter der Familie, Johann Maria Farina (1685–1766), kreierte einen neuen Duft, den er Eau de Cologne nannte, und legte damit den Grundstein für die moderne Parfümerie.

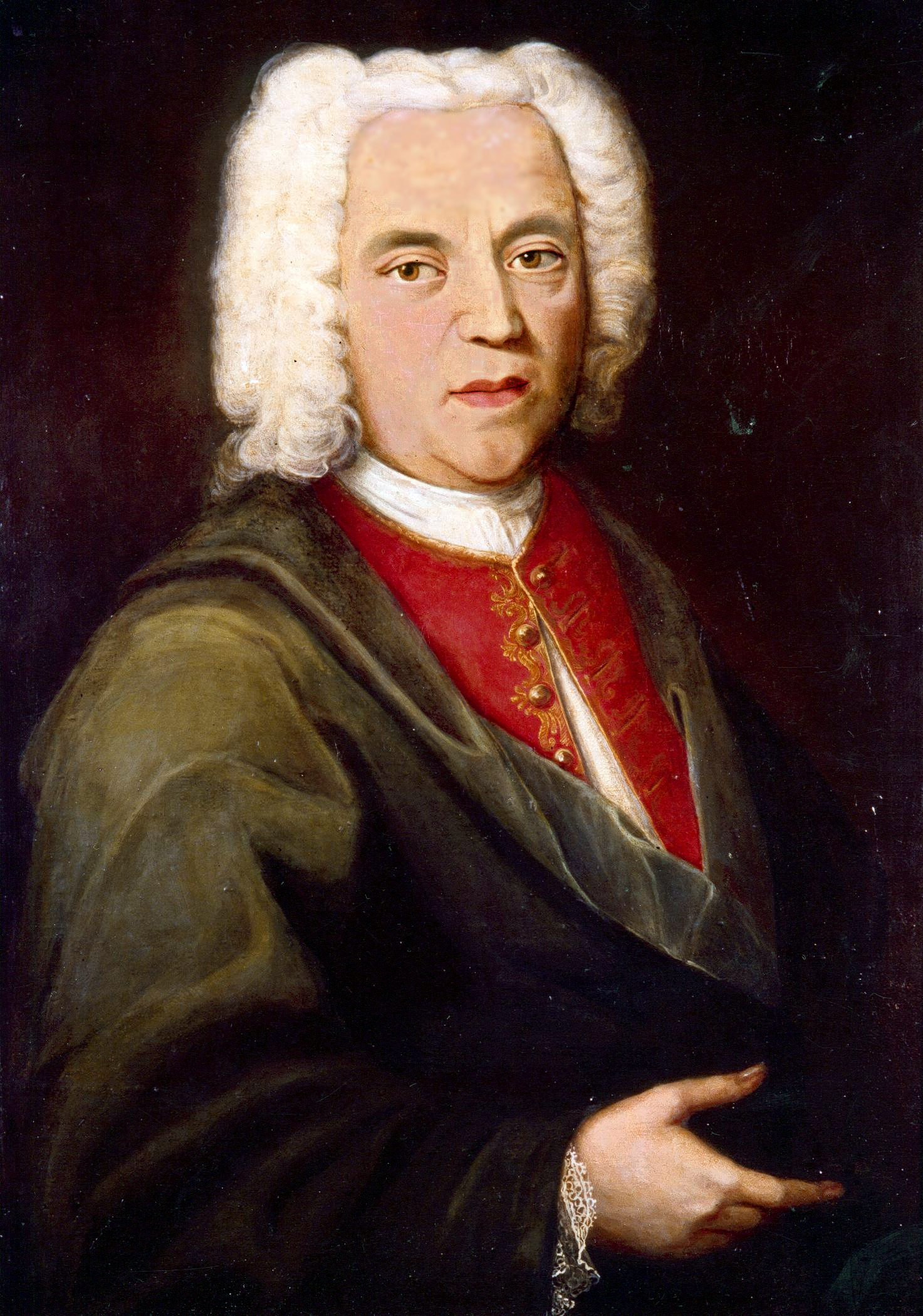
Johann Maria Farina 1685–1766

## Stammliste
1. Giovanni Maria Farina (1521–1586) ⚭ Angelina Mellerio (1532–1572)
  1. Giovanni Antonio Farina (1562–1634) ⚭ Maria Balconi (1571–1625)
    1. Giovanni Maria Farina (1590–1665) ⚭ Elisabeta Zanoli (1601–1672)
      1. Giovanni Antonio Farina ⚭ Dominica Rossi
      2. Giovanni Battista Farina (1622–1681) ⚭ Caterina Gennari (1622– )
        1. Margherita Farina (1646–1713) ⚭ Giuseppe Gazzoni
        2. Giovanni Maria Farina, Ratsherr zu Maastricht (1657–1732) ⚭ Catherine Groulard (–1732)
        3. Giovanni Antonio Farina (1661–1747) ⚭ Lucia Salina (1661– )
          1. Johann Baptist Farina, Der Gründer von Farina gegenüber (1683–1732) ⚭ Anna Maria Zanoli (1683–1751)
            1. Josef Anton Farina (1709–1737)
            2. Johann Maria Farina III, Der Destillateur (1713–1792) ⚭ Maria Magdalena Brewer (1730–1799)
              1. Johann Baptist Farina (1758–1844) ⚭ Maria E. Walburga Melchers (1768–1845)
                1. Johann Maria Farina (1797–1833) ⚭ Marie Angelina Kreitz (1802–1857)
                  1. Anna Walburga Farina (1825–1866) ⚭ Johann Maria C. Heimann (1822–1901)
                    1. Jean Marie F. Heimann, Kommerzienrat (1848–1921) ⚭ Friederike Eugenie Kroeger (1854–1948)
                      1. Johann Maria Heimann (1878–1931) ⚭ Henriette A. Neven DuMont (1884–)

                    2. Johann Maria A. Heimann (1852–1885) ⚭ Maria Antoinette Tillmann (1860–)
                      1. Dr. Carl Hubert Heimann (1882–1941) ⚭ Hedwig Elisabetha Hedborn (1889–1969)
                        1. Marianne Heimann, Stifterin der Langen Foundation (1911–2004) ⚭ Victor Langen, Präsident IHK zu Düsseldorf (1910–1990)
                          1. Sabine Langen-Crasemann, Vorstand der Langen Foundation

                      2. Therese Else Heimann (1883–1915) ⚭ Hermann Eduard Carl Ebers (1881–1955)
                        1. Brigitte Antonie Theodora Ebers (1908–1974) ⚭ Franz de Paula Maria Freiherr von Hennet (1901–1965)

                2. Carl Anton Farina, Gutsherr (1804–1888) ⚭ Anna Eva Weinreis (1810–1874)
                  1. Johann Maria F. Farina (1840–1914) ⚭ Tina Thurn (1851–1920)
                    1. Johann Maria C. Farina (1877–1946) ⚭ Angelika Wehling (1893–1945)
                      1. Johann Maria Wolfgang Farina, Prinz Karneval 1952 (1927–2005) ⚭ Tina Hüber, Parfumeur  (1933–2022)
                        1. Johann Maria Farina ⚭ Christiane Louise Welcker
                          1. Christina Maria Louise Farina

                        2. Johann Maria Alexander Farina ⚭ Hilke Schulz
                          1. Amélie Nina Farina
                          2. Julia Farina

                3. Maria Anna Walburga Farina (17. Mai 1812 bis 9. Januar 1892) ⚭ Johann Baptist Friedrich Phillip Heimann (7. Januar 1810 bis 12. Februar 1860)
                  1. Maria Elise Friederica Hubertina Heimann (7. August 1834 bis 26. November 1906) ⚭ Dr. Nicolas Simrock (15. Mai 1832	bis 11. Mai 1873)
                  2. Clara Franzisca Angelica Hubertina Heimann (22. Juni 1839 bis 30. April 1928) ⚭ Friedrich August Simrock (2. Januar 1837 bis 20. August 1901)

              2. Johann Maria Farina, Ratsherr (1762–1806)
              3. Carl Anton H. Farina, Magistratsmitglied (1770–1850) ⚭ Anna Maria Brewer (1774–1834)
                1. Jean Marie Farina, Initiator de Markenschutzes (1809–1880) ⚭ Marie Josephine P. DuMont (1812–1870)
                  1. Maria Margaretha Farina (1835–1879) ⚭ Christian Friedrich Mumm von Schwarzenstein (1832–1906)
                    1. Elisabeth Johanna Maria Mumm von Schwarzenstein (27. März 1860 bis 30. März 1933)
                    2. Otto Hugo Mumm von Schwarzenstein (1862–1929) ⚭ Mathilde Eugenie Mumm von Schwarzenstein (1865–1929)
                      1. Alexander Ottilie Mumm von Schwarzenstein (1891–1953) ⚭ Fedor Franz Karl von Bock (1876–1943)

                    3. Peter Ewald Alexander Mumm von Schwarzenstein (1863–1927)
                    4. Hugo Otto Arnold Mumm von Schwarzenstein (31. August 1865 bis 28. Mai 1914) ⚭ Jacobine Rudolphine Sophie Marie Deichmann (25. Juni 1869 bis 17. März 1916)
                    5. Ottilia Henriette Josephine Mumm von Schwarzenstein (19. September 1867 bis 16. Dezember 1939) ⚭ Dr. Julius Eduard Richard von Schnitzler (30. April 1855 bis 20. November 1938)

                  2. Otto Chr. Johann Maria Farina (1837–1892) ⚭ Louise Friederike Heimann (1843–1941)
                  3. Johann Maria Carl Farina (1840–1896) ⚭ Emma Ida von Glucsak (1853–1929)

          2. Johann Maria Farina, Parfumeur und Erfinder des Eau de Cologne (1685–1766)
          3. Carl Hieronimus Farina (1693–1762) ⚭ Maria Teresa Vicini (1694–1772)
            1. Johann Anton Farina (1718–1787) ⚭ Jacoba Maria Paula Barbieri (1726–1784)
              1. Carl Hieronimus Andrea Farina (1750–1850) ⚭ Maria Antonia Borgnis (1760–1819)
                1. Jean Marie Joseph Farina, Gründer des Hauses in Paris (1785–1864) ⚭ Barbe Cath. Suireau Durochereau

          4. Anna Mathea Farina (1695–1770) ⚭ Franz Balthasar Borgnis Familiengrabstätte auf Melaten

        4. Elisabeth Farina ⚭ Francesco Lupetti
        5. Caterina Farina ⚭ Giovanni Giacomo Mellerio

  2. Giovanni Battista Farina (1564–1639) ⚭ Maria Cavalli